# Yuki Ito
Yuki Ito (Japans: 伊藤 有希 Itō Yūki) (Shimokawa (Hokkaido), 10 mei 1994) is een Japans schansspringer. Ze won vijfmaal een individueel evenement en een teamevenement op de Wereldbeker schansspringen, en eindigde als tweede in het eindklassement van seizoen 2016/2017. Op de wereldkampioenschappen noords skiën won ze vijf medailles, waaronder goud als onderdeel van een gemengd team.

## Schansspringcarrière
Ito's debuut op de Wereldbeker schansspringen vond plaats in februari 2012 in Hinzenbach. Op de wereldkampioenschappen noords skiën 2013 in Val di Fiemme won Ito de gouden medaille met het gemengde Japanse team op de normale schans. Ze won haar eerste individuele evenement op de wereldkampioenschappen in Sapporo op 14 januari 2017.
Ito deed mee aan de Olympische Winterspelen van 2014 en eindigde als zevende op het onderdeel normale schans voor vrouwen. Ze deed ook mee aan de Olympische Spelen van 2018 in hetzelfde evenement.
Ze won ook de allereerste WK-teamcompetitie voor dames in Hinterzarten op 16 december 2017. Haar teamgenoten waren Kaori Iwabuchi en Sara Takanashi.